# Schizidium beroni
Schizidium beroni là một loài chân đều trong họ Armadillidiidae. Loài này được Andreev miêu tả khoa học năm 2001.